# Teatralna (métro de Dnipro)
Pour les articles homonymes, voir Teatralna.
Teatralna – ou Театральна en ukrainien – est une station de métro en construction à Dnipro, en Ukraine. Située sur la seule ligne du métro de Dnipro, entre Vokzalna à l'ouest et la future Tsentralna à l'est, elle devait initialement ouvrir en 2024.